# TBV Lemgo
TBV Lemgo es un club de balonmano de la localidad de Lemgo, Alemania.
El TBV Lemgo compite en la 1.ª División de la Bundesliga alemana de balonmano al igual que en la Copa Alemana de Balonmano.

## Palmarés
- Bundesligas alemanas: 2
  - 1997, 2003

- Copa de Alemania de balonmano: 4
  - 1995, 1997, 2002, 2020

- Recopa: 1
  - 1996

- Copa EHF: 2
  - 2006, 2010

- Supercopa Alemana: 4
  - 1997, 1999, 2002, 2003

## Plantilla 2024-25
|  | Porteros - 16 Leon Goldbecker - 99 Urh Kastelic - 0 Constantin Möstl Extremos izquierdos - 04 Samuel Zehnder - 21 Leve Carstensen Extremos derechos - 14 Bobby Schagen - 0 Jarnus Faust Pívots - 05 Yan Brosch - 13 Oleksii Tomashevskyi - 40 Thore Oetjen - 48 Leoš Petrovský | Laterales izquierdos - 02 Lukas Hutecek - 07 Ben Connar Battermann - 08 Frederik Simak - 0 Hendrik Wagner Centrales - 23 Tim Suton - 33 Thomas Houtepen Laterales derechos - 03 Nicolai Theilinger - 25 Niels Versteijnen |

## Sitio oficial
- Sitio Oficial del TBV Lemgo (en alemán)

- Datos: Q707839
- Multimedia: TBV Lemgo / Q707839